# Голуби живуть у кяризах
«Голуби живуть у кяризах» — радянський художній фільм 1979 року, знятий режисером Бабою Аннановим на кіностудії «Туркменфільм».

## Сюжет
Фільм розповідає про суворе життя людей, які ведуть поєдинок із природою у боротьбі за своє існування, за наближення великої перемоги.

## У ролях
- Керім Аннанов — Мердан (дублював Євген Герасимов)
- Ельвіра Кулієва — Марал (дублювала Лілія Захарова)
- Єнедшан Мухамедгельдієва — Сельбі (дублювала Людмила Карауш)
- Енвер Аннакулієв — Атов (дублював Олексій Панькін)
- Ґуля Керімова — Бахаргуль (дублювала Марія Кременєва)
- Ата Довлетов — Керогли-ага (дублював Андрій Тарасов)
- Ташніяз Ташлієв — Сапар-чал (дублював Яків Бєлєнький)
- Сона Мурадова — Огультувак-едже (дублювала Ніна Нікітіна)
- Нурбібі Кутлієва — Джахан-едже (дублювала Зінаїда Воркуль)
- Огульдурди Мамедкулієва — Айнабат (дублювала Лариса Даниліна)
- Худайберди Ніязов — епізод
- Гозель Реджепова — епізод
- Джамі Ходжаєв — епізод
- Довлет Худайбердиєв — епізод
- Н. Розимамедова — епізод
- Арслан Мурадов — епізод
- Д. Мурадов — епізод

## Знімальна група
- Режисер — Баба Аннанов
- Сценарист — Баба Аннанов
- Оператор — Овез Вельмурадов
- Композитор — Нури Халмамедов
- Художник — Селім Амангельдиєв